# James Gordon, 2. Baronet (of Park)
Sir James Gordon, 2. Baronet (* um 1687; † 15. Dezember 1727) war ein schottisch-britischer Adliger.
Er entstammte einer Nebenlinie des Clan Gordon und war der einzige Sohn des Sir John Gordon, 1. Baronet, aus dessen vierter Ehe mit Lady Helen Ogilvy, Tochter des James Ogilvy, 2. Earl of Airlie.
Im Februar 1713 erbte er beim Tod seines Vaters dessen 1686 geschaffenen Adelstitel als Baronet, of Park in the County of Banff, und wurde im selben Jahr als Erbe von dessen Ländereien bestätigt.
In erster Ehe heiratete er Hon. Helen Fraser, Tochter des William Fraser, 12. Lord Saltoun. Mit ihr hatte er sieben Kinder:
- Helen Gordon (1709–1716);
- Sir William Gordon, 3. Baronet (1712–1751), ⚭ Lady Janet Duff, Tochter des William Duff, 1. Earl Fife;
- John Gordon (1713–1714);
- Margaret Gordon (* 1713);
- John Gordon (* 1714);
- Alexander Gordon (* 1716);
- Helen Gordon (1716–1767), ⚭ John Duff of Culbin (1701–1743).

In zweiter Ehe heiratete er um 1718 Margaret Leslie, Witwe des Grafen Patrick Leslie, 15. Laird von Balquhain († 1710), Tochter des John Elphinstone, 8. Lord Elphinstone. Mit ihr hatte er fünf Kinder:
- Ann Gordon (* 1719);
- Elizabeth Gordon (1720–1792), ⚭ James Forbes, 15. Lord Forbes;
- Mary Gordon (* 1722), ⚭ Charles Cheyne;
- James Gordon (1723–1773), Laird von Cobairdy, ⚭ Hon. Mary Forbes, Tochter des James Forbes, 15. Lord Forbes;
- Anna Gordon (* 1725).

Er starb 1727 während einer Reise nach Aberdeen in Pool Wells an einem Schlaganfall. Seine Witwe heiratete später John Fullerton of Dudwick.